# Victor (prénom)
Pour les articles homonymes, voir Victor.
Pour le nom de famille, voir Victor (patronyme).
Victor est un prénom masculin d'origine romaine signifiant vainqueur, formé sur le verbe latin vincere et qui signifie vaincre. La forme féminine est Victoire ou Victoria.

## Formes étrangères
- allemand : Viktor
- anglais, français, latin : Victor
- espagnol : Víctor
- finnois : Vihtori
- italien: Vittorio
- portugais: Vitor
- biélorusse : Віктар (se prononce Victar)
- polonais : Wiktor
- russe : Виктор (se prononce Victor)
- ukrainien : Віктор (se prononce Victor)
- grec : Βίκτορ/Βίκτορας (se prononce "Víctor/Víctoras")
- arabe : Montassar se traduit en français par triomphant, vainqueur, il s'agit donc de la variante arabe du prénom latin Victor

## Fête
Dans le calendrier français, on souhaite la fête aux Victor le 21 juillet. 

## Personnalités portant le prénom Victor
- Pour l'ensemble des articles sur les personnes portant ce prénom, consulter :
  - la liste des articles dont le titre commence par ce prénom
  - les listes produites par Wikidata : Liste des personnes de prénom « Victor » — même liste en incluant les éventuels prénoms composés qui contiennent « Victor ».

### Personnalités désignées par ce prénom

#### Saints chrétiens
- Saint Victor

#### Papes
- Victor Ier, 14e évêque de Rome entre 189 à 199
- Victor II, pontificat de 1055 à 1057
- Victor III, pontificat de 1086 à 1087

#### Antipapes
- Victor IV, antipape de Sicile en 1138
- Victor IV, antipape de 1159 à 1164

#### Autres religieux
- Victor d'Antioche, prêtre, vers 500, auteur de CPG 6529-6534, cité dans des fragments caténiques ;
- Victor, évêque de Saint-Paul-Trois-Châteaux (avant 567-583) ;
- Victor le Crétois (1630-1697), prêtre et iconographe de l'école crétoise tardive.

#### Autre personnalité
- Victor de l'Aveyron, (vers 1785-1828), enfant sauvage français ou enfant maltraité

### Français
- Victor Moriamé (1888 - 1961) est un poète français.
- Jean-Victor Augagneur (1855 – 1931) est un médecin et homme politique français.
- Victor Cherbuliez (1829 – 1899) est un écrivain français, élu en 1881 à l'Académie française.
- Victor-Adolphe Malte-Brun (1816 – 1889) est un géographe et cartographe français.
- Victor Baltard (1805 - 1874) est un architecte français qui a exercé à Paris sous le Second Empire.
- Victor Schœlcher (1804 – 1893) est un homme politique français.
- Victor Hugo (1802 – 1885) est l'un des plus importants auteurs romantiques de langue française.
- Victor Cousin (1792 – 1867) est un philosophe français.

### Allemands
- Victor Ernst Nessler (1841 — 1890) est un compositeur d'opéras.
- Victor Klemperer (1881 – 1960) est un écrivain et philosophe allemand.
- Victor II (1018 – 1057) est chancelier de l'empereur Henri III, puis pape de 1055 à 1057.

### Italiens
- Victor-Emmanuel II (1820 – 1878) est un roi d'Italie (de 1861 à sa mort).
- Victor-Emmanuel III (1869 – 1947) est un roi d'Italie (1900 – 1946), empereur d'Éthiopie (1936 – 43), et roi de l'Albanie (1939 – 43)
- Victor III (1027 – 1087) est un pape.

### Autres nationalités
- Victor de Damas, martyr chrétien († 170)
- Victor Ier (? – 199) est un pape d'origine berbère.
- Victor de Marseille, martyr chrétien († 303)
- Victor Serge (1890 – 1947), de son vrai nom Viktor Lvovitch Kibaltchiche, est un révolutionnaire et écrivain francophone, né en Belgique de parents russes réfugiés.
- Victor Horta (1861 – 1947) est un architecte belge. C'est le chef de file incontesté des architectes Art Nouveau en Belgique.
- Víctor Manuelle est un chanteur portoricain de salsa.
- Victor Fleming (1883 - 1949) est un réalisateur américain connu notamment pour avoir réalisé Autant en emporte le vent et Le Magicien d'Oz.
- Viktor Ianoukovytch (1950 – ), homme d'État ukrainien. Président d'Ukraine de 2010 à 2014.
- Viktor Iouchtchenko (1954 – ), homme d'État ukrainien. Président d'Ukraine de 2005 à 2010.
- Viktor Orbán, (1963 – ) est un homme politique hongrois.
- Victor Ponta (1972 - ) est un homme politique roumain
- Víctor Valdés (1982 - ) est un footballeur espagnol ayant notamment évolué au FC Barcelone au poste de gardien de but.

## Personnage de fiction et œuvres d'art
- Victor ou les Enfants au pouvoir, une pièce de théâtre de Roger Vitrac.
- Victor d'Aiglemont, un personnage de La Femme de trente ans d'Honoré de Balzac.
- Victor MacBernik, un personnage de Famille Pirate.
- Victor Creed, dans le film « Wolverine Origine ». Il est le grand frère de James « Jimmy » Howlett qui deviendra « Logan » ou Wolverine. Son nom de mutant est « Dent de sabre » ou « Sabertooth »(en version originale). Ses pouvoirs sont comparables à ceux de Wolverine, quoiqu’il garde une jalousie sur l’immortalité de celui-ci, Creed n’étant pas capable de supporter la chirurgie de transplantation d’adamantium qu’a subi son frère.
- Viktor Krum, un personnage de Harry Potter